# Oriano Boschin
Oriano Boschin (Portogruaro, 20 luglio 1960) è un allenatore di calcio ed ex calciatore italiano, di ruolo portiere.

## Carriera
Cresciuto nelle giovanili del Bologna, ha debuttato in serie A con la maglia dei rossoblu nella stagione 1980-1981 nella sconfitta che il Bologna subì contro la juventus per 1-5.
Ha giocato anche con Lecce e Arezzo in serie B oltre che con Salernitana, SPAL, Carpi, Modena e Mantova.
Da allenatore ha guidato il Boca San Lazzaro. Dal 2011 svolge il ruolo di preparatore dei portieri delle giovanili del Bologna.

## Palmarès

### Giocatore

#### Competizioni nazionali
- Serie C2: 1

Mantova: 1992-1993